# Ретро FM
Ретро FM — одна з найбільших радіостанцій в Україні та країнах СНД. В ефірі звучала західна та вітчизняна музика 1970-х—1990-х, а також музика 2000-х років. Розпочала мовлення 13 січня 1995, в Україні — 4 березня 2007 року.
29 вересня 2020 року Національна рада з питань телебачення і радіомовлення позбавила Ретро FM ліцензії на мовлення з веж КРРТ[джерело?]. У зв'язку з цим радіостанція припинила своє мовлення 31 грудня 2021 року у FM-діапазоні.

## Історія
Ретро FM — найбільша радіостанція основою музичного формату була Oldies: шлягери 70-90-х років.
Розпочала мовлення 4 березня 2007 року
. припинила своє мовлення 31 грудня 2021 року у FM діапазоні, при цьому зберегла своє мовлення в мережі інтернет 1Радіостанція належала до ЗАТ “Український Медіа Холдинг”
З 13 жовтня 2017 року через рішення НР  та закінчення терміну дії ліцензій розпочато вимкнення передавачів: Борислав (100,2 МГц), Івано-Франківськ (100,4 МГц), Вінниця та Луцьк (100,9 МГц), Тернопіль (101,5 МГц), Новодністровськ (101,9 МГц), Хмельницький (102,1 МГц), Львів (102,5 МГц), Рівне (103 МГц), Рахів (103,1 МГц), Хуст (103,7 МГц), Ковель (103,9 МГц), Яремче (104 МГц), Чернівці (105 МГц), Житомир (105,6 МГц), Кам'янець-Подільський (105,7 МГц), Ужгород (107,2 МГц).
З 9 жовтня 2020 року після ряду апеляцій та остаточного рішення Верховного Суду від 24/09/2020 було вимкнено: Дніпро (89,7 МГц), Маріуполь (90,4 МГц), Бердянськ (91,5 МГц), Покровськ (98,8 МГц), Полтава та Мелітополь (99,1 МГц), Лисичанськ (101,5 МГц), Генічеськ (101,8 МГц), Лубни (102,6 МГц), Олександрія (103,1 МГц), Благовіщенське (104 МГц), Красногорівка (105,2 МГц), Шостка (105,3 МГц), Переліски (106,5 МГц), Павлоград (107,1 МГц), Красноград (107,6 МГц). Трохи пізніше було відновлено мовлення в Дніпрі та Мелітополі, згодом у Покровську, Олександрії, Полтаві, Лисичанську, Генічеську, але не на вежах та щоглах КРРТ. 
У квітні 2021 році було відновлено мовлення у Шостці та Павлограді, теж не з об'єктів КРРТ.
1 січня 2022 - припинено мовлення у Києві (92,4 МГц).  
4 січня 2022 року - припинено мовлення у Харкові (90,4 МГц), Херсоні (106,7 МГц), Сумах (91,3 МГц), Черкасах (92,1 МГц) та Шостці (105,3 МГц).
5 січня 2022 року - припинено мовлення у Запоріжжі (107,0 МГц) та Миколаєві (106,4 МГц) - обидві частоти оформлені не на ТОВ ТРК “НБМ-Радіо”, в Одесі (88,5 МГц), Полтаві (99,1 МГц), Білій Церкві (106,2 МГц), Лисичанську (101,5 МГц), Краматорську (100,3 МГц), Мелітополі (99,1 МГц) та Дніпрі (89,7 МГц).
6 січня 2022 року - припинено мовлення у Чернігові (102,4 МГц), Кременчуці (100,9 МГц), Умані (100,6 МГц).
7 січня - у Покровську (98,8 МГц)
12 січня - у Нікополі (105,4 МГц)
13 січня - у Павлограді (107,1 МГц)
Олександрія та Генічеськ.